# هنري ويلسون سافاج
هنري ويلسون سافاج (بالإنجليزية: Henry Wilson Savage)‏ هو شخصية أعمال أمريكي، ولد في 21 مارس 1859 في نيويورك في الولايات المتحدة، وتوفي في 29 نوفمبر 1927.

## وصلات خارجية
- هنري ويلسون سافاج على موقع IMDb (الإنجليزية)
- هنري ويلسون سافاج على موقع قاعدة بيانات برودواي على الإنترنت (الإنجليزية)